# Paolo Orlandi
Paolo Orlandi  (* um 1980) ist ein italienischer Jazzmusiker (Schlagzeug).

## Leben und Wirken
Orlandi erhielt in Mailand zwischen 1999 und 2003 Unterricht bei Tony Arco an der Civica Scuola di Jazz. Dann zog er nach New York, wo er von 2008 bis 2008 an der City University bei Nasheet Waits, Adam Cruz, Portiño und Tony Moreno studierte, bevor er Lehrer für Jazzgeschichte und Schlagzeug am City College of New York wurde. In New York arbeitete er zudem mit John Patitucci, Anthony Wonsey, Ray Gallon, Ed Cherry, Marco Panascia, Marco Pignataro, dem CCNY Orchester von Mike Holober und vielen anderen. Zwischen 2013 und 2015 lehrte Orlandi an der American University of Beirut, wo er Kurse über die Geschichte und Ästhetik von Jazz, Hip Hop und amerikanischer Popularmusik gab. Daneben trat er mit Musikern aus der MENA-Region im Libanon, der Türkei, Zypern, Griechenland und Ägypten auf. 
Seit 2016 lebt Orlandi in Genf, wo er mit Musikern wie Ben Kraef, Moncef Genoud, Giovanni Ceccarelli, Nicolas Masson, Andrea Dulbecco, Alessio Menconi, Larry Porter, Franco Cerri sowie Arthur Satyan spielte und dem Trio von Simone Daclon angehörte, mit dem das Album Growing entstand. Zusammen mit dem Pianisten Gregor Ftičar leitete er das Trio North-East, das mit dem Bassisten Mátyás Szandai 2023 ein erstes Album bei Unit Records veröffentlichte. Zwischen 2017 und 2020 lehrte er am ETM – École des musiques actuelles in Genf, dann als Professor für Schlagzeug am Genfer Conservatoire Populaire. Er ist auch auf dem Album We Don't Know Yet von Hiromi Miura zu hören.